# 高琼 (地理学家)
高琼（1953年—），北京师范大学减灾与应急管理研究院教授，博士生导师，主要研究领域为资源生态。承担多个重点学术科研项目、担任《生态学报》等多个期刊编委、出版多本学术著作、获中国科学院青年科学家一等奖等多个奖项。

## 生平
1976年毕业于华中农业大学农业机械系毕业，并留校任教至1982年；
1984年和1987年先后获得康奈尔大学农业工程硕士、博士学位；
曾在康奈尔大学、约克大学攻读博士后；
1991年至今，在中国科学院植被数量生态学开放研究实验室从事研究工作；
2000至今，任北京师范大学资源科学研究所教授。